# Сицилийский язык
Сицили́йский язык (сиц. Lingua siciliana; sicilianu) — язык сицилийцев, относится к романской группе языков. Как отмечает Халл (2001), уникальность истории образования сицилийского языка заключается в том, что, в отличие от других романских языков Европы, он появился не в результате постепенной эволюции местной народной латыни (население Сицилии, Апулии и Калабрии к концу римской эпохи оставалось преимущественно грекоязычным), а в результате процесса средневековой итальянской колонизации земель Южной Италии, которые были отвоёваны норманнами у византийцев (Апулия, Калабрия) и арабов (Сицилия и острова) в XI—XII веках. Общее число знакомых с языком достигает 7 миллионов человек, хотя далеко не все носители пользуются им в повседневной жизни из-за сильной конкуренции со стороны стандартного итальянского языка, в основе которого лежит тосканский диалект. Таким образом, сицилийский является угасающим языком.

## Географическое распространение
На сицилийском и его диалектах разговаривают на острове Сицилия, в южной Калабрии, южных частях Апулии, а также в Кампании. В связи с более чем столетним правлением мусульман (965—1072) имеется некоторое влияние арабского языка. Кроме этого, сицилийский язык был исторически распространен на более мелких островах Сицилийского архипелага. На некоторых других более удалённых островах Средиземного моря (Пантеллерия, Лампедуза) он потеснил местные арабские диалекты, а на Мальте оказал на них существенное влияние, в результате чего сформировался мальтийский язык. Для обозначения всего сицилиоязычного региона в итальянском языке используется термин сикулофония. Кроме юга Италии, на сицилийском языке разговаривают в странах, куда сицилийцы эмигрировали в значительных количествах. Это США, Канада, Австралия, Бразилия и Аргентина. В основном это люди старшего поколения. В последнее время значительное число сицилийцев переселилось также в промышленные районы севера Италии и в другие страны Евросоюза, особенно в Германию.

## Официальный статус
Сицилийский язык не является официальным нигде, в том числе и на самой Сицилии. Также не существует никакой централизованной организации, занимающейся регулированием языка. Тем не менее Центр исследований сицилийской филологии и языкознания в Палермо занимается исследованиями сицилийского языка и публикует информацию о состоянии языка с момента своего создания в 1951 году.
Сицилийский язык официально признан в муниципальных статусах ряда итальянских коммун, например Кальтаджироне и Граммикеле, где провозглашается «неотъемлемая историческая и культурная ценность сицилийского языка». Кроме того, согласно Европейской хартии региональных языков, сицилийский язык подлежит защите и помощи в развитии. Впрочем, по состоянию на январь 2010 года парламент Италии всё ещё не ратифицировал хартию.
С 2018 года на сицилийском издаётся журнал «Курьер ЮНЕСКО».

## Лингвистическая характеристика

### Фонетика
Как и лексика, фонетика сицилийского языка отражает сильное влияние соседних нероманских языковых ареалов: арабского, греческого и др:
- Возникновение особого какуминального согласного звука [ɖɖ]: bello > beḍḍu, cavallo > cavaḍḍu.
- Развитие ретрофлексного [ɽ], как и в албанском языке (примерно соответствует английскому r), с участием которого развились своеобразные аффрикаты [ʈɽ] (trenu, tri) и [ʂɽ] (strada).
- Восстановление жёсткого фрикативного h под влиянием арабского языка.
- Дальнейшее усиление общеитальянской тенденции к геминации согласных, которая в сицилийском ярко проявляется и в начале некоторых слов: cci, nni, cchiù, ssa, ssi, ssu, ccà, ddòcu, ddà.

### Морфология
- Исчезновение синтетических форм простого футурума и замена их на перифразу: «jiri+а+инфинитив глагола» (буквально идти делать что-либо), аналогичное испанскому ir a hacer algo.
- Употребление только глагола avere («иметь») в качестве вспомогательного, как и в испанском.

### Лексика
Лексика сицилийского языка отличается наличием нескольких слоёв заимствований из разных языков и их дериватов.
| Слой          | Слово            | Язык-первоисточник | Язык-первоисточник |
| ------------- | ---------------- | ------------------ | ------------------ |
| Современный   | giameḍḍi         | Итальянский язык   | gemelli            |
| Средневековый | bizzuni, vuzzuni | Нормандский язык   | besson             |
| Средневековый | binelli          | Лигурийский язык   | beneli             |
| Древний       | èmmuli           | Латынь             | gemulus            |
| Древний       | cucchi           | Латынь             | copula             |
| Древний       | minzuḍḍi         | Латынь             | medius             |
| Древний       | ièmiḍḍi, ièḍḍimi | Древнегреческий    | διδυμος            |